# Sindrom serotoninergic
Sindromul serotoninergic (SS) este un grup de simptome care pot apărea ca urmare a administrării unuia sau mai multor medicamente sau droguri cu efect serotoninergic (fie stimularea receptorilor pentru serotonină, fie efect de creștere a nivelelor de serotonină).
Simptomele pot fi de la ușoare până la severe. În cazurile ușoare, se observă hipertensiune arterială, tahicardie și de obicei lipsește febra. Cazurile moderate se pot manifesta prin hipertermie, agitație, hiperreflexie, tremor, diaforeză intensă, dilatarea pupilelor și diaree. În cazuri severe, temperatura corporală poate crește până la 41,1 °C. Complicațiile pot include convulsii și rabdomioliză.